# Мурильо, Джефферсон
Джефферсон Эулисес Мурильо Агилар (исп. Jefferson Eulises Murillo Aguilar; 18 января 1992 года, Прадера) — колумбийский футболист, играющий на позиции полузащитника. Ныне выступает за колумбийский клуб «Америка» (Кали).

## Клубная карьера
Джефферсон Мурильо начинал свою карьеру футболиста в колумбийском клубе «Депортиво Кали». 20 марта 2011 года он дебютировал в главной колумбийской лиге, выйдя в основном составе в гостевом матче с командой «Реал Картахена». 27 мая 2012 года Мурильо впервые забил на высшем уровне, отметившись в домашнем поединке против «Ла Экидада».
В 2014 году он представлял «Униаутоному», а в 2015-2016 годах — клуб «Кукута Депортиво». С начала 2017 года Мурильо играет за мексиканский «Веракрус». 